# Sproat Lake
Der Sproat Lake ist ein Süßwassersee auf Vancouver Island in der kanadischen Provinz British Columbia, im Alberni-Clayoquot Regional District.
Der See wurde im Jahr 1864 von Robert Brown, dem Leiter der Vancouver Island Exploring Expedition, nach Gilbert Malcolm Sproat (1834–1913), dem Mitgründer der ersten Sägemühle in Port Alberni, benannt. Die ansässigen First Nations hatten den See zuvor Kleecoot, was so viel wie weit offen bedeutet, benannt.

## Lage
Der Sproat Lake liegt ungefähr 13 Kilometer westlich von Port Alberni. Er ist umgebenden von Douglasien- und Hemlocktannenwäldern. Da das Seeufer viele Strände aufweist, ist die Gegend für Touristen attraktiv. Aus diesem Grunde wurde in der Nähe des Sees eine bemerkenswerte Anzahl von Ferienhäusern errichtet. Die Touristen schätzen den See besonders wegen seines warmen Wassers, das zu mannigfaltigen Freizeitaktivitäten einlädt. So kann man dort dem Fischen, Schwimmen, Wasserskilaufen und Windsurfen nachgehen. Im Sommer ist die Gegend zudem unter Campern sehr beliebt.
Jährlich besuchen etwa 1 Million Touristen den See. Bei einer Anreise mit dem Auto gelangt man über den Highway 4 oder die Great Central Lake Road direkt an den See.
Am See finden sich mit dem Sproat Lake Provincial Park, dem Taylor Arm Provincial Park und dem Fossli Provincial Park mehrere der Provincial Parks in British Columbia.

## Sehenswürdigkeiten
Bis zum Ende ihrer aktiven Dienstzeit waren an diesem See die Martin-Mars-Löschflugzeuge der Firma Flying Tankers Inc. stationiert. Sie wurden ab 1959 speziell für das Löschen von Waldbränden umgebaut und sind die größten jemals in Serie gebauten Flugboote der Welt. Im Frühjahr 2024 wurde für die letzten beiden Maschinen das Ende ihrer Laufbahn als Wasserbomber bekannt und die beiden Maschinen verließen den See.